# Richard Manuel (pallanuotista)
Richard Manuel (Popice, 1º ottobre 1888 – ...) è stato un pallanuotista austriaco.
È stato membro dell'Austria che ha partecipato ai Giochi di Stoccolma 1912, classificandosi al quarto posto.